# Bahía Austral
La bahía Austral (según Argentina) o bahía Gould es una bahía situada en el cruce de la barrera de hielo Filchner-Ronne con la esquina noreste de la isla Berkner, en el sur del mar de Weddell, Antártida.

## Historia y toponimia

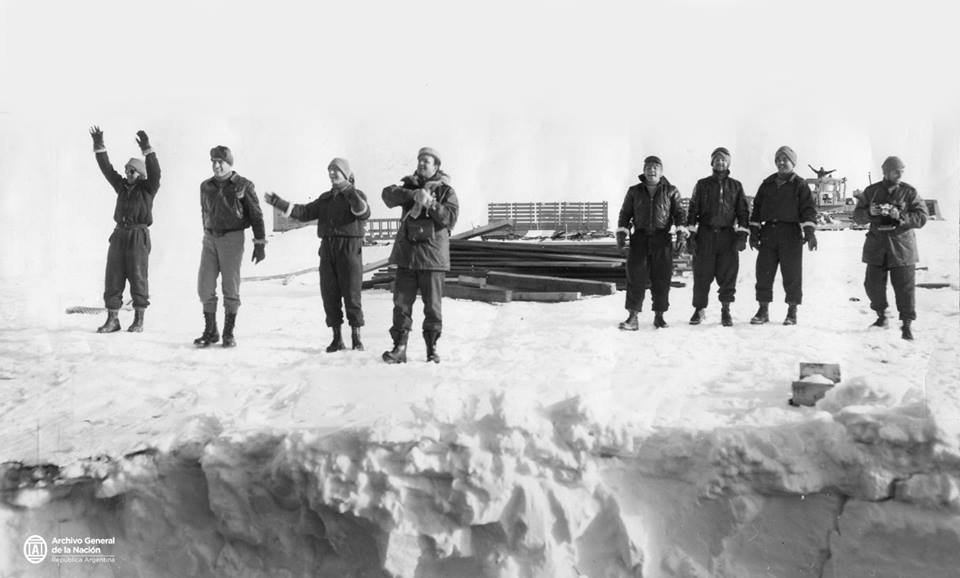
Científicos y marinos argentinos despiden al rompehielos Edisto en la Estación Científica Ellsworth (1959).

Fue descubierta en diciembre de 1947 por la expedición de investigación antártica Ronne, al mando del comandante Finn Ronne, que nombró esta bahía en honor a Laurence M. Gould, geólogo, geógrafo y segundo al mando de la expedición antártica de Richard Evelyn Byrd, entre 1928 y 1930.
En la toponimia antártica argentina, su nombre fue colocado en 1955 por la Armada Argentina, en referencia a la situación relativa del accidente.

## Instalaciones
Entre 1957 y 1962 existió la estación científica Ellsworth, administrada primero por Estados Unidos y luego transferida al Instituto Antártico Argentino.

## Reclamaciones territoriales
Argentina incluye a la bahía en el departamento Antártida Argentina dentro de la provincia de Tierra del Fuego, Antártida e Islas del Atlántico Sur; y para el Reino Unido integra el Territorio Antártico Británico. Las tres reclamaciones están sujetas a las disposiciones del Tratado Antártico.
Nomenclatura de los países reclamantes: 
- Argentina: bahía Austral[6][7]
- Reino Unido: Gould Bay[3]